# Zeiglers wunderbare Welt des Fußballs
Zeiglers wunderbare Welt des Fußballs ist der Name einer Radiokolumne, einer Fernsehsendung und diverser Druckwerke von Arnd Zeigler. Im Mittelpunkt steht die deutsche Fußball-Bundesliga, die oft satirisch und humoristisch von Zeigler kommentiert wird.

## Radiokolumne
Von 1992 bis 2024 produzierte Zeigler die Radiokolumne für den Hörfunksender Bremen Vier. In der Regel gab es vor jedem Bundesliga-Spieltag, jeder DFB-Pokal-Runde, sowie vor Champions-League- und Länderspielen eine neue Folge. Zuletzt wurde die Kolumne neben Bremen Vier auch von 1 Live, Bayern 3, hr1, hr3, hr-info, MDR Sputnik, SR 1, SWR1 und SWR4 ausgestrahlt; zudem wurde sie von Radio Bremen als Podcast angeboten. Sie wurde immer durch eine Titelmelodie, einen Spruch („mit Kampfschwein Zeigler“, „mit Kopfballungeheuer Zeigler“ etc.) und mit einem Kommentar aus der Fußballwelt („Oh Gott, mein alter Kumpel“, „Alles andere ist Schnulli-Bulli“ etc.) begonnen und mit den Worten „Und das muss für heute reichen!“ beendet. Mit der Folge zum DFB-Pokalfinale 2024 endete die Reihe nach 32 Jahren.

## Fernsehsendung

### Sendetermine
Zeiglers wunderbare Welt des Fußballs wurde erstmals am 12. August 2007 – parallel zum ersten Spieltag der Fußball-Bundesliga – ausgestrahlt und läuft nach jedem Fußball-Bundesliga-Spieltag sonntags um 22:15 Uhr im WDR Fernsehen.

### Inhalt
Die Sendung wird live in der Privatwohnung von Arnd Zeigler produziert. Die Moderation findet in seinem Arbeitszimmer statt. Besonders auffallend an der Sendung ist der mit verschiedensten Gegenständen und Fußball-Devotionalien dekorierte Schreibtisch. Regelmäßig werden von Zeigler auch Spielszenen in seinem Garten nachgestellt.
Gezeigt und kommentiert werden in der Regel Geschehnisse rund um den Fußball, insbesondere den aktuellen Bundesliga-Spieltag, sowie amüsantes Bild- und Videomaterial mit anekdotischem Charakter, das eher unbekannt ist. Charakteristisch ist dabei die im Retro-Stil gehaltene Aufmachung der Sendung, die an frühere Fußballsendungen erinnert. Häufig kommen Reminiszenzen an denkwürdige und kuriose Ereignisse der Fußballgeschichte vor.
In Anlehnung an das aus der Sportschau bekannte Tor des Monats stellt Zeigler regelmäßig das Kacktor des Monats zur Wahl. Dabei geht es im Gegensatz zum Vorbild darum, ein möglichst kurios und zufällig zustande gekommenes Tor, häufig auch ein Eigentor, zu küren.
Unter der Telefonnummer „0221-56789112“ (wegen der letzten drei Ziffern als „Zeiglers Fußballnotruf“ bezeichnet) konnten die Zuschauer in der Anfangszeit der Sendung Zeigler anrufen und mit ihm diskutieren, ihre Meinung äußern und sich als Fan eines bestimmten Vereins bekennen. Zeigler telefoniert jedoch noch gelegentlich mit Spielern und Verantwortlichen von Vereinen (u. a. Jürgen Klopp und Hans Meyer). Zudem hat Zeigler auch Gäste im Studio, dies jedoch selten (u. a. Matze Knop, Wynton Rufer und Diego Ribas da Cunha).
Begleitend zur Fernsehsendung gibt es seit September 2019 den Podcast Ball you need is Love, in dem Zeigler auf prominente Fußballfans trifft und dort über ihre Lieblingsmannschaften sowie über die Verbindung zwischen Fußball und Musik spricht.

### Besonderes
Die Ausgabe vom 15. November 2009 wurde komplett dem am 10. November 2009 verstorbenen Torhüter Robert Enke gewidmet. Zeigler verzichtete an diesem Tag auf die Dekoration und er telefonierte mit Freunden Enkes und mit Fans von dessen letztem Verein, Hannover 96. Zudem zeigte er Filmausschnitte aus Enkes Leben und einen kurzen Bericht über den Absturz des British-European-Airways-Fluges 609, bei dem 1958 acht Spieler der Profi-Mannschaft von Manchester United ums Leben kamen.
Wegen eines technischen Defekts konnte die Sendung zum 2. Bundesligaspieltag der Saison 2010/11 nicht ausgestrahlt werden.
Am 30. Oktober 2011 wurde keine Sendung ausgestrahlt. Grund hierfür war „Die lange Dittsche-Nacht“ mit Olli Dittrich im WDR. Hier hatte Zeigler einen Gastauftritt in der ersten Episode der 16. Staffel (150. Sendung) von Dittsche, mit der die Nacht begann. In dieser Folge ruiniert „Dittsche“ die Übertragung aus Ingos Imbiss. Am 5. Februar 2012 erfolgte dann sein Gegenbesuch in Zeiglers Sendung.
Die Sendung am 3. Mai 2015 fiel der Krankheit Arnd Zeiglers („akuter Infekt“ laut Angaben des Senders) zum Opfer. Stattdessen wurde das Spezial Zeiglers Best of 50 Jahre Bundesliga aus dem Jahre 2013 wiederholt.
Die Ausgabe vom 4. Dezember 2016 entfiel wegen technischer Probleme, weil ein Dienstleister keine Sendeleitung vom Studio zum WDR herstellen konnte. Stattdessen wurde erneut das Spezial Zeiglers Best of 50 Jahre Bundesliga wiederholt.
Die Sendung am 3. November 2019 lief nur im Livestream via YouTube und Facebook, da im WDR Fernsehen ein Babylon Berlin-Marathon programmiert war.
Die ab dem 15. März 2020 ausgestrahlten Ausgaben fanden komplett ohne aktuelle Spielausschnitte statt, solange der Spielbetrieb der Bundesliga wegen der Corona-Krise ausgesetzt war.
Die Sendung vom 2. Oktober 2022 war die insgesamt 500. Ausgabe, weshalb die Sendezeit auf eine Stunde von 22:15 Uhr bis 23:15 Uhr verdoppelt wurde und anschließend im Livestream via Facebook weiterlief. Mit verschiedenen prominenten Gästen wie Henning May, Olli Dittrich, Sebastian Krumbiegel, Jan Böhmermann und Thomas Gottschalk wurden die Highlights aus 500 Folgen noch einmal Revue passiert.

## Druckwerke
Arnd Zeigler veröffentlichte auch ein Buch mit dem Namen seiner Fernsehsendung. Es beinhaltet humoristische Fußballweisheiten und beschäftigt sich mit Fußballcomedy. Von dem Buch sind mittlerweile zwei Auflagen (2005, 2007) und weitere angelehnte bzw. abgeleitete Werke erschienen.
- 1000 ganz legale Fußballtricks. Die besten Kolumnen aus Zeiglers Wunderbare Welt des Fußballs. Humboldt-Verlag 2006. ISBN 3-89994-077-6.
- Zeiglers wunderbare Welt des Fußballs. 1111 Kicker-Weisheiten, hochsterilisiert von Arnd Zeigler. Humboldt-Verlag 2005. ISBN 3-89994-055-5.
- Zeiglers wunderbare Welt des Fußballs, Tagesabreißkalender. Heye 2006. ISBN 3-8318-3253-6.
- Zeiglers wunderbare Welt des Fußballs. Gewinnen ist nicht wichtig, solange man gewinnt!. Humboldt-Verlag 2007. ISBN 3-89994-099-7.